# Otto Wanke
Otto Wanke (* 21. Dezember 1989 in Znaim) ist ein tschechischer Komponist, Dirigent und Musikforscher.

## Leben
Wanke erhielt seinen ersten Musikunterricht ab 1997 auf der Musikschule seiner Heimatstadt. Etwa 2003 kam er nach Österreich. Dort absolvierte er an der Handelsakademie in Retz die Maturaprüfung. Im Alter von 18 Jahren erhielt er Kompositionsunterricht am Konservatorium in Brünn. 2009 nahm er am Konservatorium „Jaroslav Ježek“ in Prag ein Studium in den Fächern Klavier, Bass und Jazzkomposition auf. In dieser Zeit spielte er auch in unterschiedlichen musikalischen Formationen als Pianist, E-Bassist und Gitarrist und legte Kompositionen vor. 2011 wechselte er an das Wiener Konservatorium, an dem er unter anderem bei Wolfgang Liebhart studierte. Ab 2012 schlossen sich ergänzende Studium an der Universität für Musik und darstellende Kunst Wien (mdw) an, im Fach Elektroakustische Komposition bei Karlheinz Essl, im Fach Medienkomposition bei Iris ter Schiphorst. Ebenda wurde er im Jänner 2024 mit einer von Gesine Schröder und Martin Supper betreuten musikwissenschaftlichen Dissertation über Jonathan Harvey promoviert. Von 2018 bis 2022 war Wanke technischer Assistenz am Institut für Volksmusikforschung und Ethnomusikologie der mdw. Seit 2020 ist er Universitätsassistent für elektroakustische und multimediale Komposition an der Janáček-Akademie für Musik und Darstellende Kunst Brünn.
Wanke gab Konzerte unter anderem in Deutschland, Litauen, Mexiko, Norwegen sowie Brasilien. Im Wiener Radiokulturhaus kamen seine Orchesterwerke Morphen (2016) und Shimmering (2017) zur Uraufführung. Im Februar 2018 wurde am Staatstheater Cottbus sein Auftragswerk Schatten...Ströme uraufgeführt.

## Preise und Ehrungen
- 2013: 1. Preis bei Maarble Composition Award, Rhodos, für Breathing Underwater.[6]
- 2016/2017: Gustav-Mahler-Kompositionspreis der Stadt Klagenfurt, Musikforum Viktring (Uraufführung im Juli 2017).[7]
- 2017: 2. Platz beim Kompositionswettbewerb des Festival International de Musiques Sacrées, Fribourg.[6]
- 2017/2018: 1. Preis beim 16. Joan Guinjoan international award for your composers, Barcelona, für Threads.[8]
- 2018: Hauptpreis beim Sounds of Matter Composition competition, Wien, für ...Verbindungen...[9]
- 2018: 3. Preis beim Internationalen Kompositionswettbewerb „Acht Brücken“, Köln, für Pulse...Schatten (Uraufführung 8. Mai 2018).[10]
- 2018: 3. Platz bei Wolf Durmashkin Composition Award (wdc), Landsberg am Lech/München, für Vergiss, wer du bist. (Uraufführung: 10. Mai 2018).[11]
- 2018: 1. Preis des Kompositionswettbewerbs Zeitgenössische Geistliche Musik im Rahmen des Festivals Europäische Kirchenmusik, Schwäbisch Gmünd, für ...durch...[12] (Uraufführung: 13. Juli 2018).
- 2019: Theodor-Körner-Preis für Musik und Komposition, für The mirror of ambiguity – ein multimediales Radiospiel